# Emil Siepmann

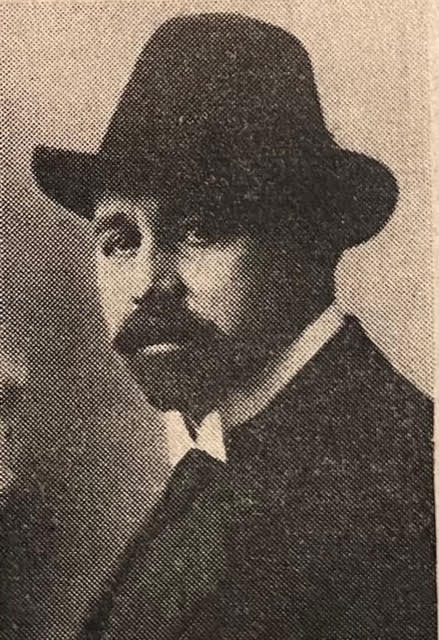
Emil Siepmann

Emil Ludwig Siepmann (* 25. August 1863 in Hagen; † 2. November 1950 in Warstein) war ein deutscher Industrieller aus der Unternehmerfamilie Siepmann, Lokalpolitiker und Mäzen. Er war seit 1911 Teilhaber der Peters & Co (ab 1938, Siepmann-Werke OHG) in Belecke, in denen er seit 1892 mit seinem Bruder Hugo Siepmann in der Geschäftsleitung tätig war. Nach ihm ist die Emil-Siepmann-Straße in Warstein benannt. Er war zudem von 1904 bis 1915 Mitglied des Kreistags von Arnsberg.

## Biographie

### Herkunft und Familie
Emil Ludwig Siepmann war der Sohn des Hagener Holzhändlers Heinrich-Wilhelm Siepmann und der Luise (geb. Siepmann). Er wuchs mit sechs Geschwistern, darunter Hugo Siepmann, in Hagen auf. Beim elterlichen Haus befand sich eine Gesenkschmiede, durch die er bereits in frühster Jugend mit der Materie vertraut wurde, als er den Männern bei der Arbeit zuschaute. Siepmann absolvierte eine kaufmännische Ausbildung. Auf den Ruf seines Schwagers, des Kohlengroßhändlers Louis Peters, ging er 1892 nach Warstein, wo dieser die Werksanlagen der konkursiten Firma Hüsing & Co übernehmen konnte. Er übernahm die Geschäftsleitung zusammen mit seinem Bruder Hugo Siepmann. Die Produktion umfasste damals Spaten, Schaufeln, Heu- und Düngergabeln, aus Stahl und Eisen geschmiedet.

### Industrielle Aktivität
Die Firma wurde mit der Zeit komplett auf Gesenkschmiede umgestellt. Emil war Kaufmann und Techniker zugleich. Sein Bruder Hugo übernahm den Verkauf der Produkte und wurde im Volksmund auch oft als Schippen-Hugo bezeichnet, er hingegen hatte den Übernamen Hammer-Emil. 1916 wurde ein neuer Hammer mit einer 85-Tonnen-Schabotte aufgebaut, der schwerste Hammer in einem deutschen Produktionsbetrieb zu dieser Zeit. Für seinen Transport ins Siepmannsche Werk mussten alle Brücken zwischen Soest und Warstein verstärkt werden. Die Firma war seit der Jahrhundertwende ein wichtiger Zulieferer für die Fahrrad- und später für die Automobil- und Eisenbahnindustrie. Siepmann war auch als Mäzen tätig. 1921 stifteten die Gebrüder Siepmann 250'000 Mark für den Bau eines Kinderheims auf Norderney. Siepmann wurde im November 1904 bei der regelmäßigen Ergänzungswahl aus dem Wahlverband der größeren Grundbesitzer in den Kreistag von Arnsberg gewählt. Er setzte sich in den jeweiligen Kommissionen für neue Eisenbahnverbindungen sowie ein Elektrizitätswerk ein. Von 1909 bis 1929 gehörte er zudem dem Vorstand der Warsteiner Sparkasse an.

### Persönliches
Siepmann heiratete Marie Magdalene Conradine (geb. Schütte) aus Oestrich. Aus der Ehe gingen die Söhne Hans, Gerhard und Ernst Ludwig sowie die Töchter Lotte und Kaethe hervor. Sein ältester Sohn und geplanter Nachfolger Hans starb bereits 1919 im Alter von lediglich 22 Jahren, sein Zweitältester starb als Kind. Ernst Ludwig trat schließlich 1922 ins väterliche Unternehmen an der Seite seines Cousins Walter Siepmann, Sr. ein. Der Medizinhistoriker Peter Voswinckel (* 1951) ist sein Enkel.